# Шмата Василь
Василь Шмата (нар. 1889, с. Кривеньке, нині Чортківського району Тернопільської області — 1956, Нью-Гейвен, США) — український кооперативний, громадський діяч.

## Життєпис
Закінчив учительську семінарію у м. Тернополі.
Учитилював у містечку Поморяни (нині смт. Золочівського району Львівської області).
Мобілізований до австрійської армії, згодом — командант (командир) скорострільної дев'ятої бригади УГА, учасник оборонних боїв 1919 за містечко, нині смт. Гусятин.
У ріднім селі — організатор кооперативного руху. Директор Повітового союзу кооператив у м. Копичинці (нині Гусятинського району), від 1930 — головний директор Окружного Союзу кооператив у м. Чортків. Член Ради Ревізійного союзу українських кооператив і Наглядової ради Центросуюзу (м. Львів).
Активіст товариства «Просвіта», голова товариства «Рідна школа» та організатор приватної народної школи у Копичинцях, заступник голови цього товариства, фундатор будівництва гімназії «Рідної школи», голова товариства «Сільський господар» у Чорткові.
Емігрував до США, де діяльний у громадських організаціях української діаспори.